# Patty Guggenheim
Patty Guggenheim, född 4 februari 1984 i Los Angeles, är en amerikansk skådespelare.
Guggenheim har bland annat medverkat i TV-serierna Florida Girls från 2019 och The Spiderwick Chronicles från 2023. Hon har även medverkat i filmen The Binge 2: It's A Wonderful Binge från 2022.

## Filmografi (i urval)
- 2019 – Florida Girls (TV-serie)
- 2021 – The Binge 2: It's A Wonderful Binge
- 2023 – The Spiderwick Chronicles (TV-serie)